# John Zimmerman
John Luther Zimmerman IV (Birmingham, Alabama, 26 de novembro de 1973) é um ex-patinador artístico americano. Ele conquistou com Kyoko Ina uma medalha de bronze em campeonatos mundiais, uma medalha de prata e cinco de bronze no Campeonato dos Quatro Continentes e foi três vezes campeã do campeonato nacional americano. Ina e Zimmerman disputaram os Jogos Olímpicos de Inverno de 2002 onde terminaram na quinta posição.

## Principais resultados

### Duplas

#### Com Kyoko Ina
| Resultados                                                             | Resultados        | Resultados       | Resultados        | Resultados        | Resultados    | Resultados    | Resultados    | Resultados    | Resultados    | Resultados    | Resultados    | Resultados    | Resultados    |
| Internacional                                                          | Internacional     | Internacional    | Internacional     | Internacional     | Internacional | Internacional | Internacional | Internacional | Internacional | Internacional | Internacional | Internacional | Internacional |
| Evento/Temporada                                                       | 1998– 1999        | 1999– 2000       | 2000– 2001        | 2001– 2002        |               |               |               |               |               |               |               |               |               |
| ---------------------------------------------------------------------- | ----------------- | ---------------- | ----------------- | ----------------- | ------------- | ------------- | ------------- | ------------- | ------------- | ------------- | ------------- | ------------- | ------------- |
| Jogos Olímpicos                                                        |                   |                  |                   | 5.º               |               |               |               |               |               |               |               |               |               |
| Campeonato Mundial                                                     | 9.º               | 7.º              | 7.º               | Medalha de bronze |               |               |               |               |               |               |               |               |               |
| Campeonato dos Quatro Continentes                                      |                   | Medalha de prata | Medalha de bronze |                   |               |               |               |               |               |               |               |               |               |
| GP Grand Prix Final                                                    | 5.º               |                  |                   | 4.º               |               |               |               |               |               |               |               |               |               |
| GP Cup of Russia                                                       | Medalha de bronze |                  | 4.º               |                   |               |               |               |               |               |               |               |               |               |
| GP Skate America                                                       | 5.º               | 5.º              | 4.º               | Medalha de prata  |               |               |               |               |               |               |               |               |               |
| GP Skate Canada International                                          |                   | Medalha de prata |                   |                   |               |               |               |               |               |               |               |               |               |
| GP Sparkassen Cup on Ice                                               |                   |                  |                   | Medalha de prata  |               |               |               |               |               |               |               |               |               |
| GP Trophée Lalique                                                     | Medalha de prata  | 4.º              | Medalha de bronze | Medalha de prata  |               |               |               |               |               |               |               |               |               |
| Nacional                                                               |                   |                  |                   |                   |               |               |               |               |               |               |               |               |               |
| Campeonato dos Estados Unidos                                          | Medalha de prata  | Medalha de ouro  | Medalha de ouro   | Medalha de ouro   |               |               |               |               |               |               |               |               |               |
|                                                                        |                   |                  |                   |                   |               |               |               |               |               |               |               |               |               |
| Legenda: GP = Grand Prix; Competição não foi disputada nesta temporada |                   |                  |                   |                   |               |               |               |               |               |               |               |               |               |

#### Com Stephanie Stiegler
| Resultados                    | Resultados        | Resultados        | Resultados    | Resultados    | Resultados    | Resultados    | Resultados    | Resultados    | Resultados    | Resultados    | Resultados    | Resultados    | Resultados    |
| Internacional                 | Internacional     | Internacional     | Internacional | Internacional | Internacional | Internacional | Internacional | Internacional | Internacional | Internacional | Internacional | Internacional | Internacional |
| Evento/Temporada              | 1995– 1996        | 1996– 1997        |               |               |               |               |               |               |               |               |               |               |               |
| ----------------------------- | ----------------- | ----------------- | ------------- | ------------- | ------------- | ------------- | ------------- | ------------- | ------------- | ------------- | ------------- | ------------- | ------------- |
| Campeonato Mundial            |                   | 15.º              |               |               |               |               |               |               |               |               |               |               |               |
| GP Skate America              |                   | Medalha de bronze |               |               |               |               |               |               |               |               |               |               |               |
| GP Trophée Lalique            |                   | 6.º               |               |               |               |               |               |               |               |               |               |               |               |
| Nacional                      |                   |                   |               |               |               |               |               |               |               |               |               |               |               |
| Campeonato dos Estados Unidos | Medalha de peltre | Medalha de bronze |               |               |               |               |               |               |               |               |               |               |               |
|                               |                   |                   |               |               |               |               |               |               |               |               |               |               |               |
| Legenda: GP = Grand Prix      |                   |                   |               |               |               |               |               |               |               |               |               |               |               |

#### Com Brie Teaboldt
| Campeonato dos Estados Unidos | 12.º |